# Zürcher Schlittschuh Club Lions 2012-2013
Questa è la rosa della stagione 2012/2013 dello ZSC Lions.

## Roster
| N. | Naz.                   | Ruolo | Nome                  |
| -- | ---------------------- | ----- | --------------------- |
| 1  | Svizzera (bandiera)    | P     | Tim Wolf              |
| 30 | Svizzera (bandiera)    | P     | Lukas Flüeler         |
| 3  | Svizzera (bandiera)    | D     | Steve McCarthy        |
| 4  | Svizzera (bandiera)    | D     | Patrick Geering       |
| 5  | Svizzera (bandiera)    | D     | Severin Blindenbacher |
| 11 | Svizzera (bandiera)    | D     | Andri Stoffel         |
| 15 | Svizzera (bandiera)    | D     | Mathias Seger         |
| 18 | Svizzera (bandiera)    | D     | Daniel Schnyder       |
| 29 | Svizzera (bandiera)    | D     | Matt Lashoff          |
| 47 | Svizzera (bandiera)    | D     | Marco Maurer          |
| 93 | Svizzera (bandiera)    | D     | Cédric Hächler        |
| 95 | Svizzera (bandiera)    | D     | Phil Baltisberger     |
| 7  | Svizzera (bandiera)    | A     | Thibaut Monnet        |
| 10 | Svizzera (bandiera)    | A     | Cyrill Bühler         |
| 12 | Svizzera (bandiera)    | A     | Luca Cunti            |
| 13 | Finlandia (bandiera)   | A     | Mikko Lehtonen        |
| 14 | Canada (bandiera)      | A     | Alexandre Tremblay    |
| 17 | Stati Uniti (bandiera) | A     | Ryan Shannon          |
| 19 | Svizzera (bandiera)    | A     | Reto Schäppi          |
| 24 | Svizzera (bandiera)    | A     | Tim Ulmann            |
| 25 | Svizzera (bandiera)    | A     | Steven Widmer         |
| 27 | Svizzera (bandiera)    | A     | Roman Wick            |
| 39 | Svizzera (bandiera)    | A     | Mark Bastl            |
| 41 | Svizzera (bandiera)    | A     | Chris Baltisberger    |
| 44 | Svizzera (bandiera)    | A     | Andres Ambühl         |
| 53 | Svizzera (bandiera)    | A     | Morris Trachsler      |
| 71 | Svizzera (bandiera)    | A     | Patrik Bärtschi       |
| 91 | Svizzera (bandiera)    | A     | Ronald Kenins         |
| 94 | Svizzera (bandiera)    | A     | Sandro Zangger        |